# 김희 (모델)
김희(1982년 2월 16일 ~ )는 대한민국의 광고 모델, 배우이다.

## 생애
경상북도 영주시 출신으로 주로 CF 모델에 출연하고 있다. 다소 이국적인 마스크가 특징이다.
2004년 롯데면세점 지면광고로 데뷔하였다. 애니콜(2005년), 베이직하우스(2005년), KTF(2004년), 야후 거기, 썬업리치, 미샤 화장품 등의 광고에 출연하였다.
- 성시경의 뮤직비디오  〈잘 지내나요〉에 출연하였다.[2]

### 학력
- 서울예술대학 방송연예과

## 출연 작품

### 광고 모델
- 2004년 롯데면세점, KTF(2004년)[1]
- 애니콜(2005년), 베이직하우스(2005년)
- 야후 거기
- 썬업리치
- 미샤 화장품

### 뮤직비디오
- 성시경 - 잘 지내나요

### 드라마
- 2009년 트리플 - 강상희 역

### 영화
- 2010년 알파 센타우리 - 여자 역